# Triassico superiore
| Periodo                                                                                     | Epoca                | Piano          | Età (Ma)        |
| ------------------------------------------------------------------------------------------- | -------------------- | -------------- | --------------- |
| Giurassico                                                                                  | Giurassico inferiore | Hettangiano    | Più recente     |
| Triassico                                                                                   | Triassico superiore  | Retico         | ~205,7          |
| Triassico                                                                                   | Triassico superiore  | Norico         | ~227,3          |
| Triassico                                                                                   | Triassico superiore  | Carnico        | ~237            |
| Triassico                                                                                   | Triassico medio      | Ladinico       | 241,464 ± 0,28  |
| Triassico                                                                                   | Triassico medio      | Anisico        | 246.7           |
| Triassico                                                                                   | Triassico inferiore  | Olenekiano     | 249,9           |
| Triassico                                                                                   | Triassico inferiore  | Induano        | 251,902 ± 0,024 |
| Permiano                                                                                    | Lopingiano           | Changhsingiano | Più antico      |
| Suddivisione del Triassico secondo la Commissione internazionale di stratigrafia dell'IUGS. |                      |                |                 |

Nella scala dei tempi geologici, il Triassico superiore rappresenta l'ultima delle tre epoche o serie stratigrafiche in cui è suddiviso il Triassico, che a sua volta è il primo dei tre periodi in cui è suddivisa l'era del Mesozoico.
Il Triassico superiore è compreso tra circa 228,7 e 199,6 ± 0,6 milioni di anni fa (Ma), preceduto dal Triassico medio e seguito dal Giurassico inferiore.
Questa epoca era precedentemente conosciuta con il nome di Keuper. La denominazione, tuttora comune soprattutto nella letteratura in lingua tedesca, è ora ufficialmente riservata solo alle sezioni litostratigrafiche risalenti a questo periodo di tempo e localizzate nell'Europa centrale.

## Suddivisione
La Commissione Internazionale di Stratigrafia (ICS) suddivide il Triassico superiore in tre piani:
- Triassico superiore
  - Retico,  da 203,6 ± 1,5 a 199,6 ± 0,6 Ma (milioni di anni fa)
  - Norico,  da 216,5 ± 2,0 a 203,6 ± 1,5 Ma
  - Carnico,  da 228,7  a 216,5 ± 2,0 Ma

## Definizioni stratigrafiche e GSSP

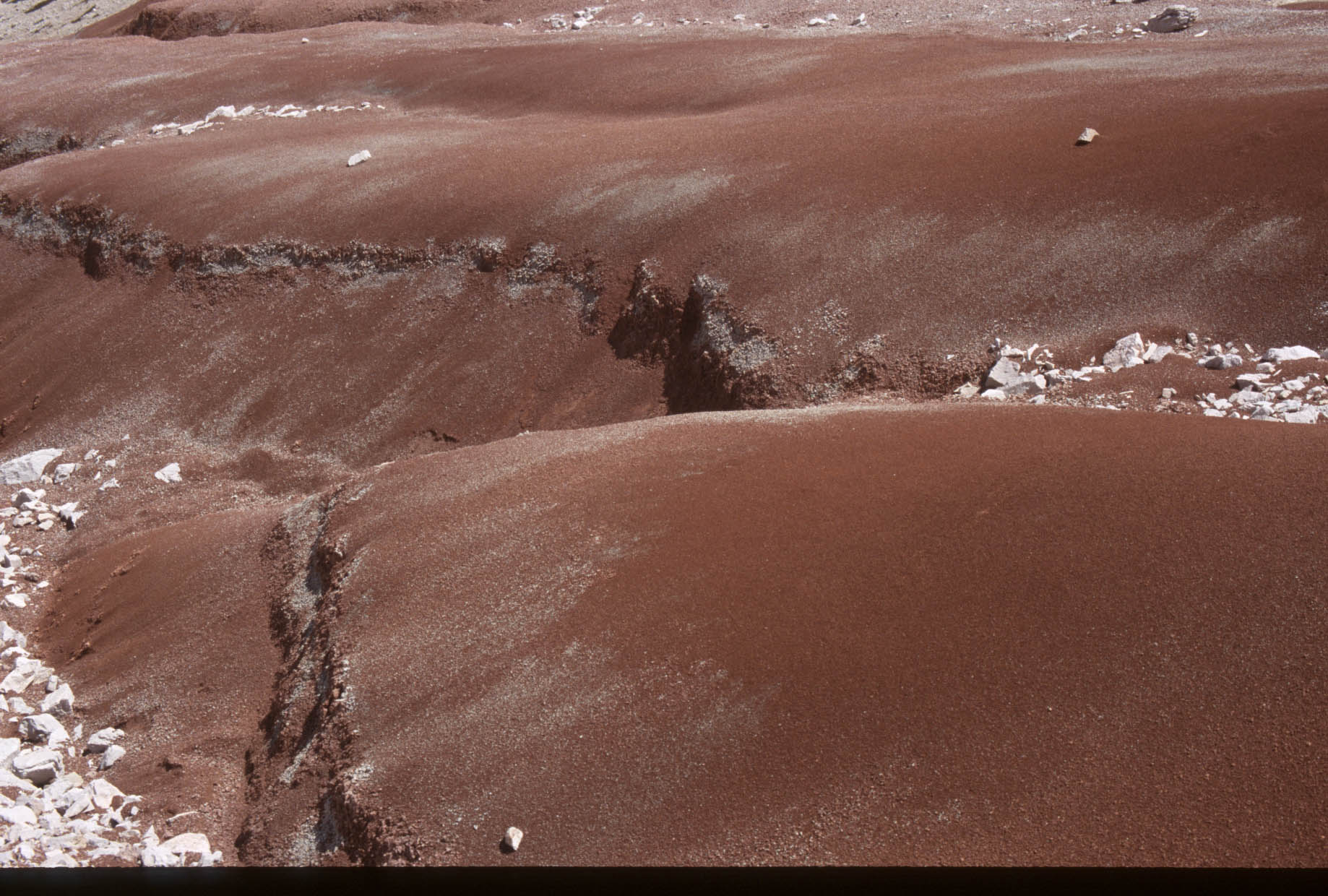
Argille rosse da pianura alluvionale della "Formazione di Travenanzes", nell'omonima valle delle Dolomiti.

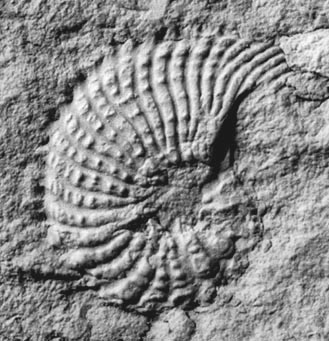
Brotheotrachyceras brotheus dalla formazione di San Cassiano in Val Badia, nelle Dolomiti. Questo tipo di ammonite è un indice fossile del Carnico antico.

La base del Triassico superiore, che coincide con quella del suo primo piano, il Carnico, è in prossimità della prima comparsa negli orizzonti stratigrafici delle ammoniti della specie Daxatina canadensis e dei bivalvi del genere Halobia, appena al di sopra della zona di polarità magnetica S2n.

### GSSP
Il GSSP, il profilo stratigrafico di riferimento della Commissione Internazionale di Stratigrafia, è localizzato ai Prati di Stuores presso Badia, in Val Badia (Bz).